# 阪急バス唐櫃営業所
阪急バス唐櫃営業所（はんきゅうバスからとえいぎょうしょ）は、兵庫県神戸市北区有野町唐櫃字山町にある阪急バスの営業所。所内には神鉄バスの本社営業所もある。

## 概要
2003年10月1日に神鉄バスから譲渡された一般乗合路線を引き受ける形で開設された。また、運行業務・整備管理乗務等の管理業務を神鉄バスへ委託した。そのため、見た目は阪急バスとなったものの、運営自体は以前と変わらないことになる。（2014年4月ごろまで神鉄バスのサイトに阪急バスの時刻表が掲載されていた。）
移管の際に、車両や停留所の標柱なども神鉄バスから譲り受けているが、車両は2004年から、停留所の標柱は2006年から、順次阪急バス仕様のデザインや形式に更新された（後者は木製からアルミ製となった）。このため、神鉄バスが運行していた頃の光景は、表向きにはほぼ見られなくなった。
神戸市交通局との共同運行を行っていた路線では、運賃設定は同局の方式に同調しており、標柱も同局が設置したものが使われていたが、2013年5月1日に神戸市交通局より路線移譲されて単独運行となった。単独運行後は、神戸市交通局と共同で使用する標柱以外は阪急バス仕様の標柱に更新された。
営業所周辺には阪急バスや神鉄バスの路線はない。当営業所の路線自体も他の阪急バス各営業所の路線との接点はない。ただし過去には岡場駅へ乗り入れる路線を有し、山口営業所担当路線との接点があった。
いずれも山岳路線のため、初乗り大人210〜230円からの距離制運賃となっている。

## 運行路線

### 鈴蘭台線
1963年10月18日神戸市交通局との共同運行で鈴蘭台～神戸駅南口間の営業開始。兵庫県立鈴蘭台高等学校の開校に伴う通学生の利用と、鈴蘭台駅までかなりの徒歩を余儀なくされていた新住宅地の住民に、神戸駅前まで40分たらずの直通バスの運行開始は、大きな福音でもあった。
2003年10月1日の神鉄バスからの移管時に路線名が「鈴蘭台・神戸駅南口線」から「鈴蘭台線」へ変更された。2013年5月1日から神戸市交通局より路線移譲されて阪急バスの単独運行となり、同時に系統番号が7系統から変更された。
2017年6月1日のダイヤ改正で、61系統が神戸駅前バスターミナル経由になっている。
交通規制の敷かれている狭隘区間が複数ある他、すれ違いが困難な個所には、バス接近灯が設置されており、点灯させるための無線装置を装備した車両が通行する際には自動的に点灯する。しかし、無線装置を装備していない車両も定期運用に入っている。また、同経路を運行する神姫バスには無線装置は装備されていない。
かつては一部便が大学病院前の代わりに湊川公園西口を経由していた。2018年2月ごろよりLED行先表示器において、湊川公園経由便の時は61の系統数字が反転表示されるようになった。
毎年、7月13日～7月20日は祇園神社で夏祭り（祇園まつり）が行われ、祇園神社付近の旧道が歩行者専用道路になるために有馬街道へ迂回運行となる。その際、天王谷と平野橋は有馬街道沿いに仮設バス停を設置、桃山は休止扱いとなる。
- 61系統：(神鉄六甲駅 - 谷上駅 - 松ヶ枝町 - 峠 - ) 鈴蘭台駅 - 水源地前 - 平野 - 大学病院前 - 神戸駅南口
  - 括弧の区間は平日1日1往復で土曜・日曜・休日は運休

### 西鈴神戸線
1978年11月25日に星和台線を星和台からひよどり台（ひよどり台ホーム前経由）まで延長の形で開設。西鈴蘭台～しあわせの村間は神戸電鉄が、しあわせの村～神戸間は神戸市交通局が運行していたのを、周辺住民や乗降客の利便性を考えて相互乗り入れとなった。
元々は158系統は「谷上・しあわせの村線」を名乗る別路線だったが2017年12月22日の改正で統合された。
いずれも2013年5月1日から神戸市交通局より路線移譲されて阪急バスの単独運行となった。
- 150系統：神戸駅前 - 新開地 - 鵯越駅前 - ひよどり台 - 病院前 - しあわせの村中央 - 星和台口 - 西鈴蘭台駅 - 泉橋 - 日の峰2丁目 - 広陵町4丁目 - 小倉台4丁目 - 筑紫が丘4丁目 - 筑紫が丘5丁目
  - 2003年10月1日の神鉄バスからの移管時に路線名が「西鈴蘭台・神戸駅前線」から変更された（151系統も同様）。
  - 2017年6月1日のダイヤ改正で筑紫が丘5丁目まで延伸。
- 151系統：谷上駅 → 箕谷 → 西鈴蘭台駅 → 星和台口 → ひよどり台ホーム前 → ひよどり台 → 鵯越駅 → 新開地 → 神戸駅前
  - 西鈴蘭台 - ひよどり台（ひよどり台ホーム前経由）の路線を神戸駅前まで延長した路線で、朝の1便だけ運行されている免許維持路線である。神戸市交通局の星和台南のバス停は通過し、しあわせの村にも入らない。
  - 平日の西鈴蘭台駅前始発が谷上駅始発へ変更となった[7]。西鈴蘭台止めの便は、今まで158系統の谷上ゆきが停車していたバス停での降車へと変更となった。

- 158系統：谷上駅 - 箕谷 - 日の峰2丁目 - 泉橋 - 西鈴蘭台駅前 - 病院前 - ひよどり台 - 鵯越駅 - 新開地 - 神戸駅前
  - 北神地区の住民から、西鈴蘭台駅 - しあわせの村間の路線を延伸してほしいとの要望により1995年9月1日病院前 - 箕谷駅前間を神戸市交通局との共同運行で運行開始。当時の路線名は「箕谷・しあわせの村線」だった。
  - 2001年3月5日箕谷駅前から谷上駅まで路線延長[4]。箕谷駅前バス停廃止。箕谷駅への最寄りのバス停は、松ヶ枝町バス停となる。路線名は「谷上・しあわせの村線」に変更となった。

### 山の街線
元々は12系統が「筑紫・谷上線」、16系統が「筑紫・山の街・泉台線」、30系統が「鈴蘭台東線」だったが2017年12月22日のダイヤ改正時に統合され現在の路線名になった。
いずれも2003年10月1日に神鉄バスから阪急バスへ移管。
- 12系統：谷上駅 - 小倉台4丁目 - 筑紫が丘4丁目 - 筑紫が丘5丁目
  - 1990年4月に小倉台と谷上を結ぶ市道「神戸箕谷線」が開通したのと、小倉台内の道路が供用開始されたのに伴い1990年7月1日新設[4]。
  - 神鉄バスからの移管時に路線名が「筑紫が丘・谷上駅線」から「筑紫・谷上線」へ変更された。
  - 平日の朝は4～6分間隔、晩は6～10分間隔と便数が多いが、片道輸送のために朝晩それぞれ逆方向の便は20～40分程度間隔が空く便もある。昼間は毎時4本の運用である。
  - 2017年12月22日の改正で筑紫が丘4丁目始発の13系統を編入。

- 16系統：山の街駅 - やきもち地蔵前 - 広陵町4丁目 - 小倉台4丁目 - 筑紫が丘4丁目 - 筑紫が丘5丁目
  - 1979年11月1日山の街 - つくしが丘公園間の営業開始[4]。1983年に筑紫が丘5丁目まで延長された。
  - 神鉄バスからの移管時に路線名が「筑紫が丘・山の街駅前線」から「筑紫・山の街・泉台線」へ変更された。

- 30系統：鈴蘭台駅 - 水源地前 - 峠 - 山の街駅 - やきもち地蔵前 - 広陵町4丁目 - 谷上駅
  - 北神急行電鉄の開業により沿線各地が脚光を浴び、鈴蘭台友が丘などで住宅開発が行われたのに伴い、区の行政機関のある鈴蘭台方面と谷上駅を経由して、新神戸・三宮方面を結ぶ路線として1989年8月1日開設[4]。
  - 神鉄バスからの移管時に路線名が「鈴蘭台・谷上駅線」から「鈴蘭台東線」へ変更された。
  - 2017年12月22日のダイヤ改正で、山の街駅経由に変更となった[7]。同時に14系統（山の街駅 - 谷上駅）と29系統（鈴蘭台駅 - 峠）を編入。

### 泉台線
泉台・惣山町の2つの住宅地に神戸中央病院と、最寄駅となる北鈴蘭台駅とを結ぶ路線。北鈴蘭台駅は両地区の中間にあり、同駅に着くと乗客が大きく入れ替わることが特徴。
1979年3月20日に若葉台 - 泉台間で開設され、1984年7月20日に若葉台4丁目 - 惣山町間の路線延長。
神鉄バスからの移管時に路線名が20・22・25系統「泉台・中央病院線」と、19系統「筑紫が丘・山の街・泉台線」から「筑紫・山の街・泉台線」へ変更され、さらに2017年12月22日のダイヤ改正で「泉台線」に変更された。25系統（中央病院前 → 泉台7丁目）はこの改正で廃止となり、22系統も現存しない。
泉台7丁目バス停は以前は1両しか停車できなかったが、拡張工事を行い最大3両停車できるようになった。それにより泉台7丁目で乗務員休憩が行われるようになった。
- 19系統：泉台7丁目 - 北鈴蘭台駅 - 中央病院前 - 山の街駅 - やきもち地蔵前 - 広陵町4丁目 - 小倉台4丁目 - 筑紫が丘4丁目 - 筑紫が丘5丁目
- 20系統：泉台7丁目 → 北鈴蘭台駅 → 中央病院前 → 北鈴蘭台駅 → 泉台7丁目

### 表六甲線
- 六甲ケーブル山上駅 - 六甲山牧場 - 摩耶ロープウェイ山上駅

## 車両
- 2018年9月の時点で30両の大型バスがあり、ノンステップバスが10両、ワンステップバスが20両である。神戸市交通局から譲渡された10両の内、日野ブルーリボンシティの2両が廃車となったので現在は8両の在籍である。
- メーカー別では、いすゞ13両、三菱ふそう12両、日野5両となっている。
- 運用の合間の休憩場所は、唐櫃営業所以外に筑紫が丘5丁目にある筑紫が丘休憩所、谷上駅のタクシー待機所、神戸駅南口のバス待機所、泉台7丁目バス停、西鈴蘭台駅前、星和台南にある神鉄バスの車庫がある。
- 2003年10月1日に神鉄バスから阪急バスへ20両の大型バスが移管された。
  - 移管されたバスは、891、901、904、911、912、921、922、931、932、933、934、941、942、943、951、952、972、973、981、002であった。
  - 移管後は車体の神戸電鉄の表記を消し、側面には阪急バスの貸切・高速用車両に入る「HANKYU」のロゴを入れ、前面には阪急バスのシンボルマークを入れた暫定仕様で運用に入っていた。順次、阪急バスカラーへ塗り替えられ、塗替時に車番を神鉄バス時代のものに5000を足した数字に改められた。しかし、891、901、904の3両は塗り替えられることなく2005年に廃車となった。
  - 2004年4月ごろに5973が千里営業所へ転属した。
  - 2005年12月ごろに神鉄バスから001が移籍してきて5001となった。
  - 移籍した神鉄バスの車両の代替で入った新車は、給油所の設置場所の関係で給油口が左側になってる。（阪急バスは基本的に給油口は右側。）その後、給油口が右側の車両も導入されている。
  - 2012年3月頃に5002が廃車となり神鉄バスからの移籍車両が全廃となった。
- 2004年4月1日の60系統運行開始に合わせて千里営業所と茨木営業所からUDトラックス（旧・日産ディーゼル工業）製の中型ワンステップバスが転入してきた。
  - 一時期、158系統の運用にも入っていた。
  - 2013年5月1日に60系統が山口営業所へ移行されたのに合わせて中型バスの2両も転属した。
- 2006年11月に唐櫃営業所で初めてのノンステップバスである日野ブルーリボンⅡが1両導入されて4メーカー揃った。
- 2009年9月に導入された7000（いすゞ PKG-LV234L2）は、阪急バスにおいて最後の西日本車体工業の車体である。
- 2013年5月1日神戸市交通局からの路線譲渡に合わせて10両の大型バスも譲渡された。
  - 譲渡された車両は5000番台の車番が付けられて5003から振分けられた。なお、5001と5002は神鉄バスからの移籍車両で使われていた。
  - 5月以前に先行して阪急バスへ譲渡された神戸市交通局473が、阪急カラーとなった5016として5月上旬から運用に入った。
  - 5月上旬から、5008（元、神戸市交通局466）、5009（元、神戸市交通局467）、5017（元、神戸市交通局474）、5018（元、神戸市交通局475）の4両は、神戸市交通局の塗装のまま阪急バスの表記と阪急バスのシンボルマークを貼って運用に入った。
  - 2013年6月には、5010（元、神戸市交通局468）、5003（元、神戸市交通局433）、5019（元、神戸市交通局476）、5004（元、神戸市交通局434）、5011（元、神戸市交通局469）の5両が阪急カラーとなって順次運用に入っていった。
  - 日野ブルーリボンシティの5003と5004は譲渡時に幕式行先表示器からLED式行先表示器に改造された。
  - 2013年5月1日の時点で運用に入れる神戸市交通局からの譲渡車両はゼロなので、5月までに阪急バスの各営業所から転属してきたり、新車を暫定配置して10両ほど配属した。そのうち293、2860、2907は、5016や5017などが運用に入るまでの数日間だけの転属だったので大阪ナンバーのままでの運用だった。（2860は伊丹営業所へ転属したので結局、神戸ナンバーになった。）
  - 2013年7月以降、神戸市交通局の塗装のままだった5018、5017、5008、5009が順次、阪急カラーとなって運用に入った。8月頃までに4月に寄せ集めてきた転属車両や新車は全て新たな営業所へ転出した。
  - 短期間での塗装変更にもかかわらず窓回りが肌色だったり黒色だったり、肌色と水色の塗り分け位置が異なっている車両がある。
- 2014年11月頃から701に株式会社フィール「ゆうあいホール」の全面広告ラッピングが施された。
- 2017年2月頃から720と721に神戸開港150年記念事業実行委員会「神戸開港150年記念」の全面広告ラッピングが施された[8]。2017年7月26日に神戸－関空ベイ・シャトルが接触事故を起こした[9]ので、8月頃に右側面に貼られていた神戸－関空ベイ・シャトルの広告が剥がされた。その後9月頃に「BE KOBE 神戸開港150年」の広告が貼られた。

## その他
- 阪急バスではICカード「hanica」の導入に伴い、2012年9月30日をもってスルッとKANSAIの磁気カード利用を終了したが（2day・3dayチケットは呈示で利用可能）、唐櫃営業所とオレンジゆずるバスは例外的に2013年4月30日まで利用が可能だった。また、唐櫃営業所管内では神戸市バスの磁気回数カードも利用できたがこれも同時に利用できなくなった[10]。
- 運賃表は、現在は他の営業所の車両と同一の2つ画面のLCDを搭載しているが、かつては他の営業所と異なり、神鉄バスと同様のものが使用されていた他、神戸市バスからの移籍車の一部や2010年以降の新車の一部の車両において、既存車両のLCD交換で捻出されたと思われる、セグメントタイプの運賃表示機を搭載している車両も存在していた。また、ほかの営業所ではLCDの導入にあわせて車内アナウンスの声の変更がなされているが、唐櫃営業所に関しては、声の変更がなされていなかった。しかし、2016年後半に導入された新車は、他の営業所と同一の仕様で導入され、既存の車両についても他の営業所と同様の運賃表への交換とアナウンスの声の変更が順次進み、2017年の路線再編までにこれらの変更が完了した。
- 整理券発行機については、これも神鉄バスで使用していた小田原機器製のSAN-VT型（券が長い）を社名を阪急バスに変えて使用し、以降暫くは新車や転属車両にも廃車発生品から取り付け替えていた。現在は山口を除く他営業所と同じ小田原機器製の最新SAN-VTN（券が短い）を搭載しているが、2021年現在も一部の車両にはSAN-VTを使用。整理券番号のフォントが、標準仕様に比べて幅が約半分ほどで細長い。

（山口営業所の車両のみ、レシップ製LTM01型を使用）

## ギャラリー

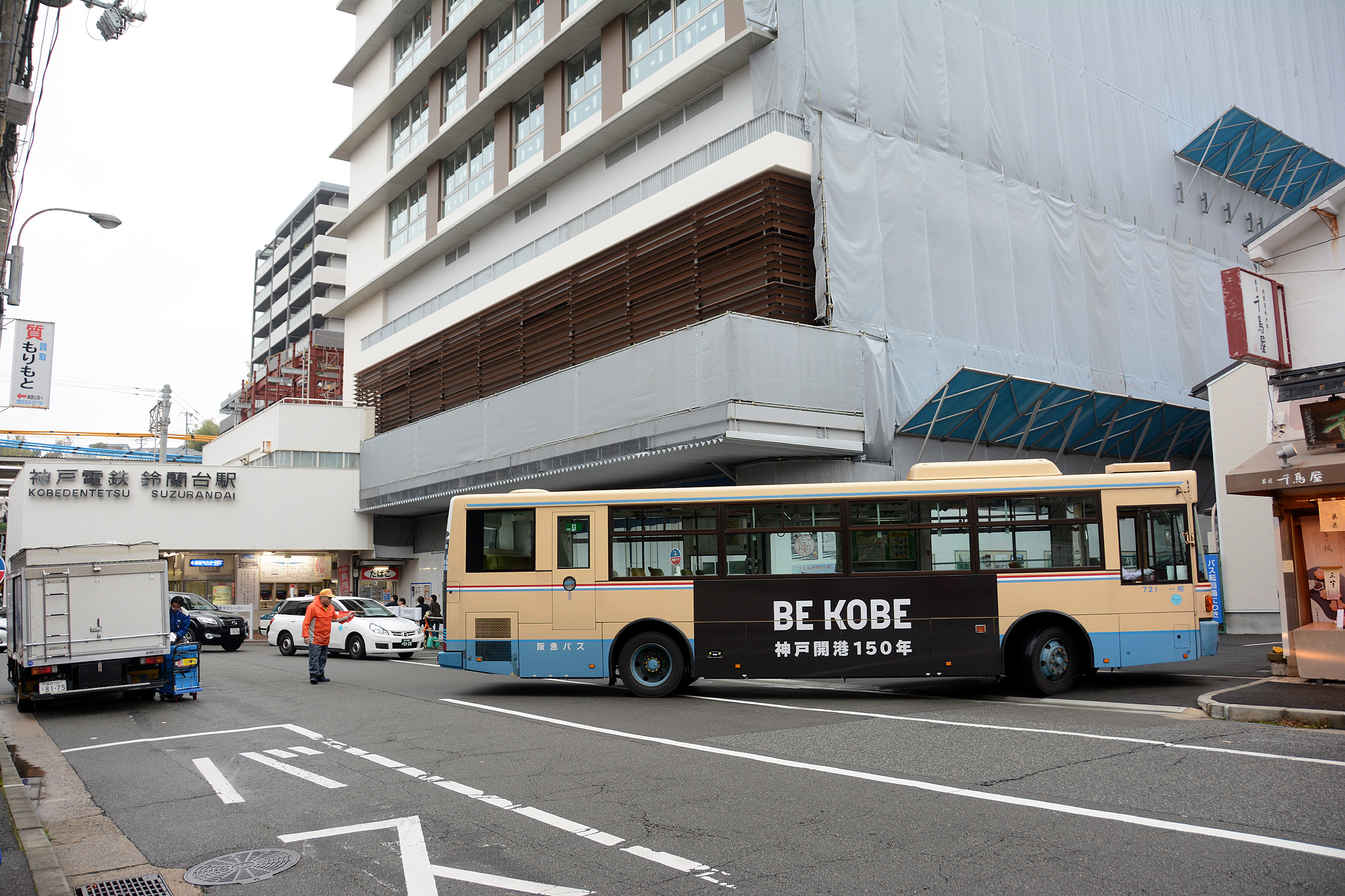
鈴蘭台バス停で方向転換中の721。
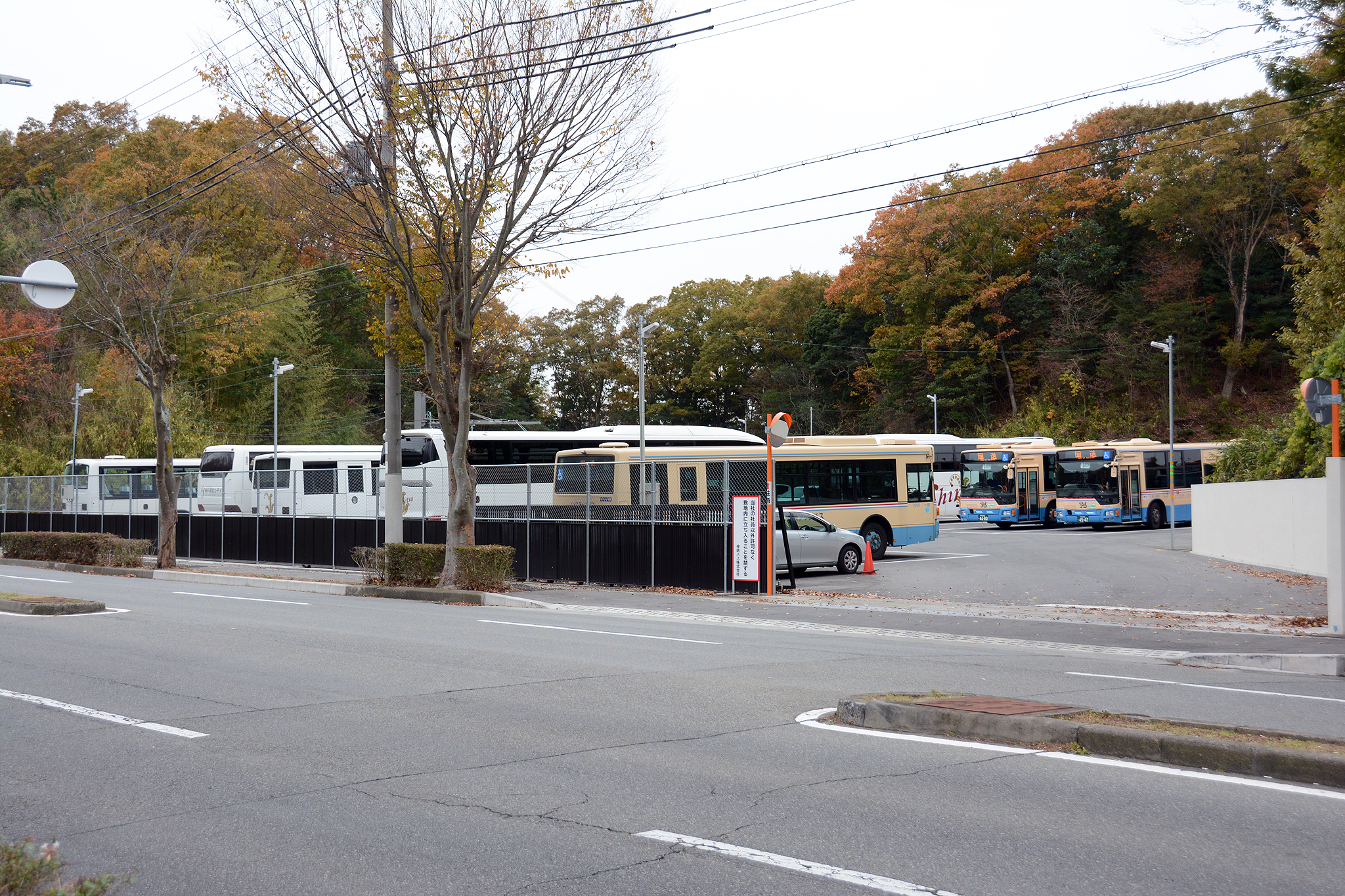
神鉄バスの車庫で休憩中の阪急バスの車両。
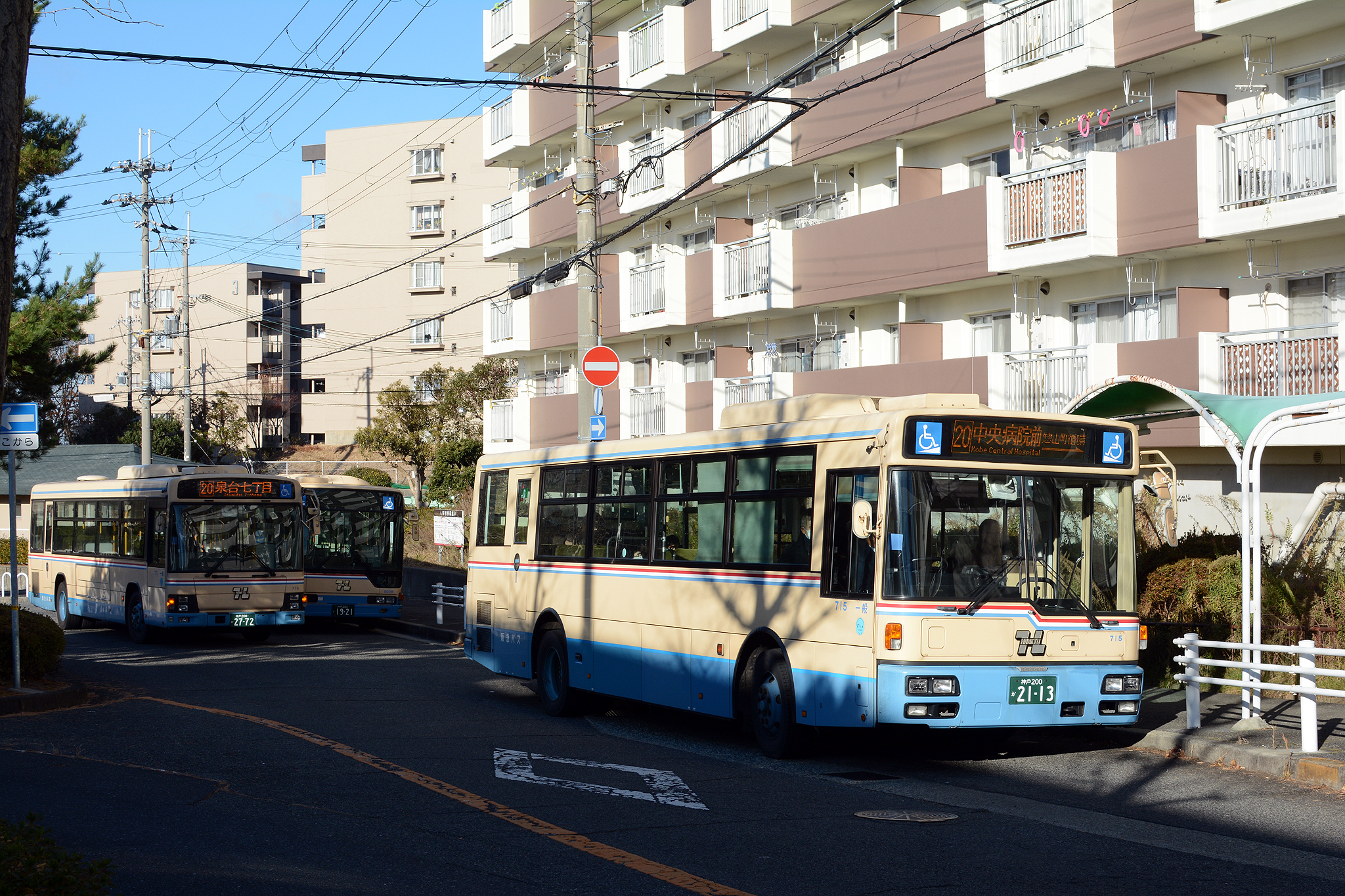
泉台7丁目バス停。2017年12月21日まで平日の朝に1回だけ3両並ぶ姿を見ることができた。
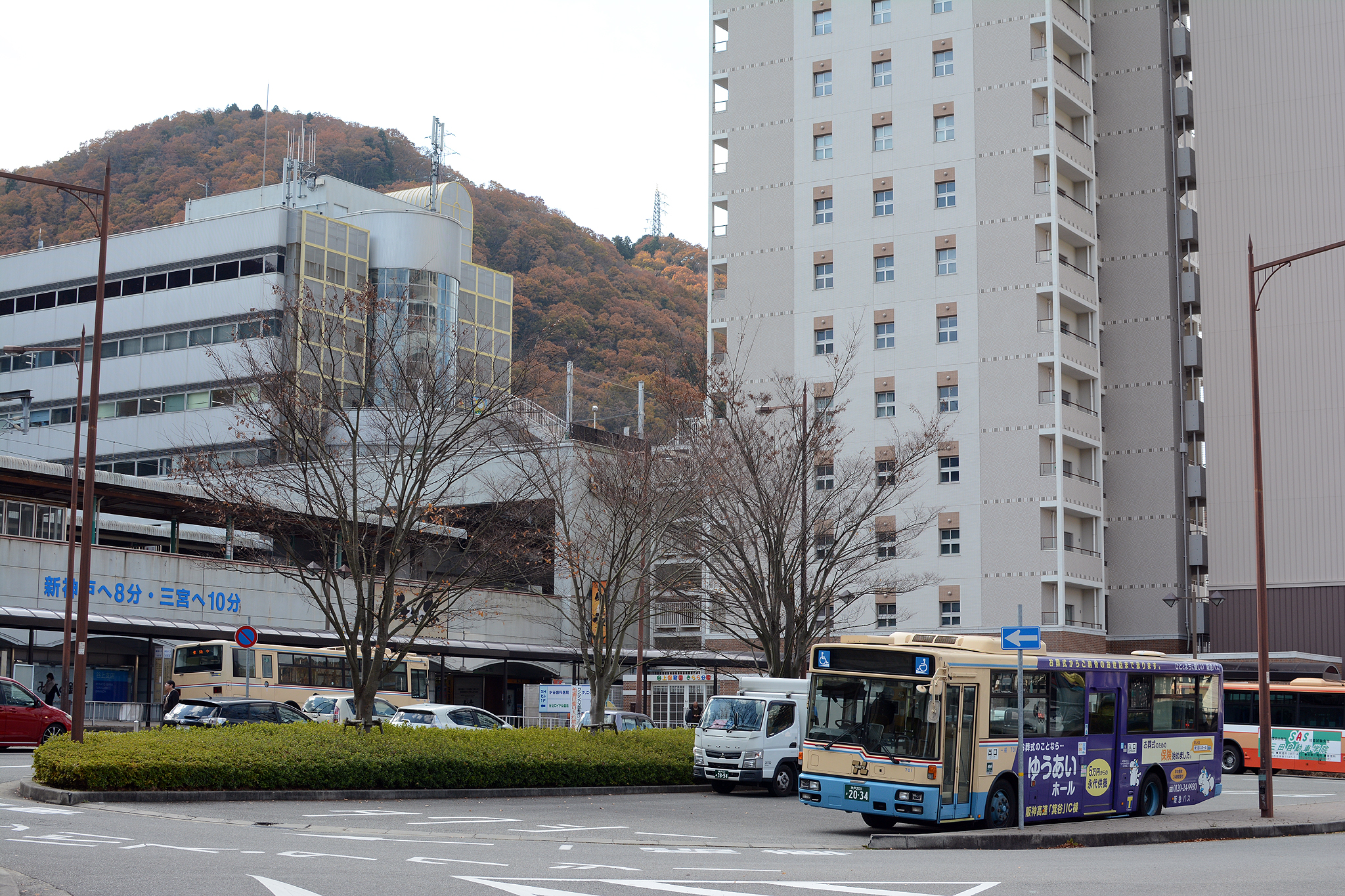
谷上駅ロータリー。タクシー待機場で休憩中の158系統の701。
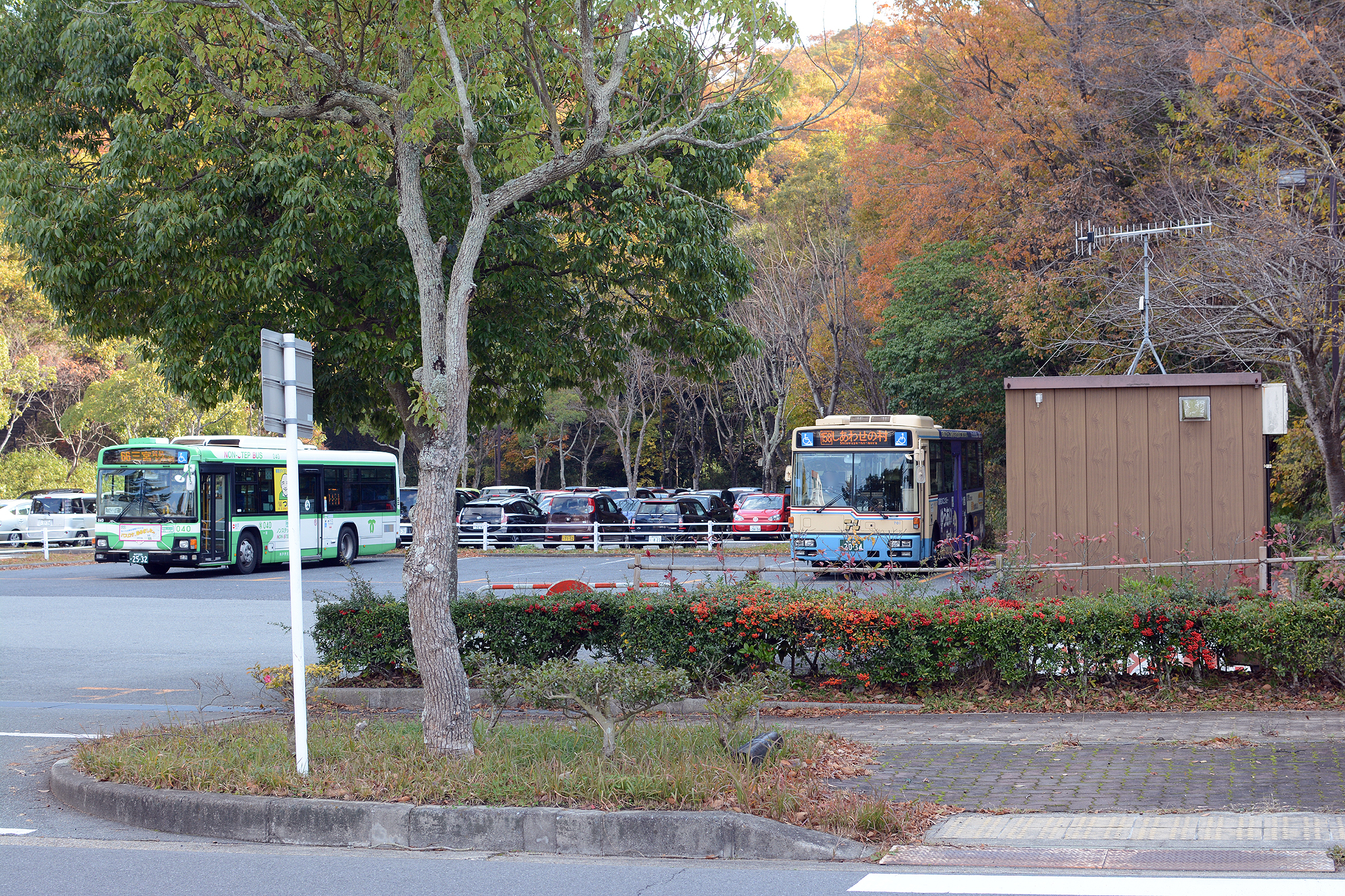
しあわせの村のバス待機場で休憩中の158系統の701。2017年12月22日以降は神戸駅延伸により見ることができなくなった。
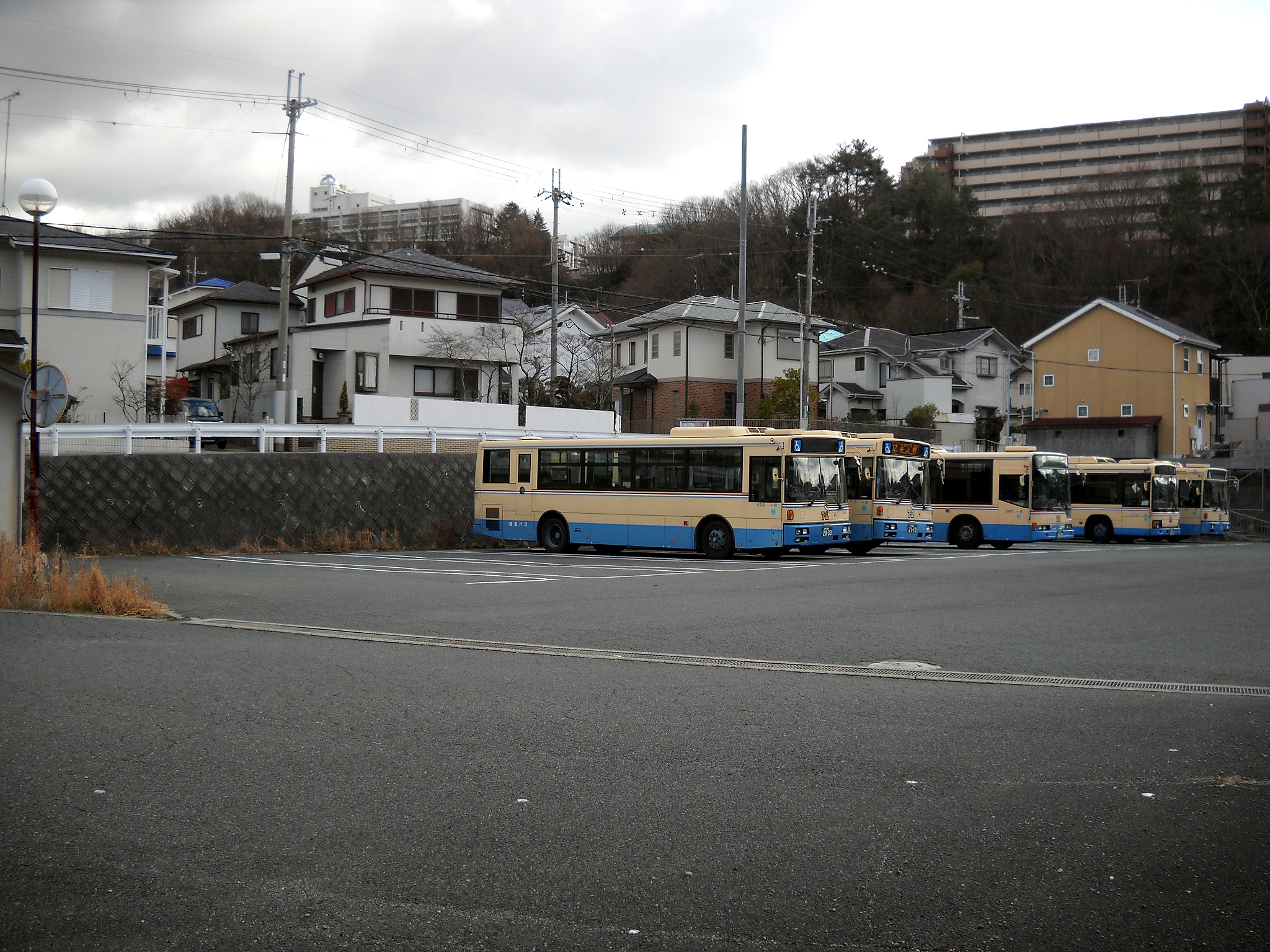
筑紫が丘休憩所。2017年12月に駐車枠のラインが引かれて11両駐車できるようになった。
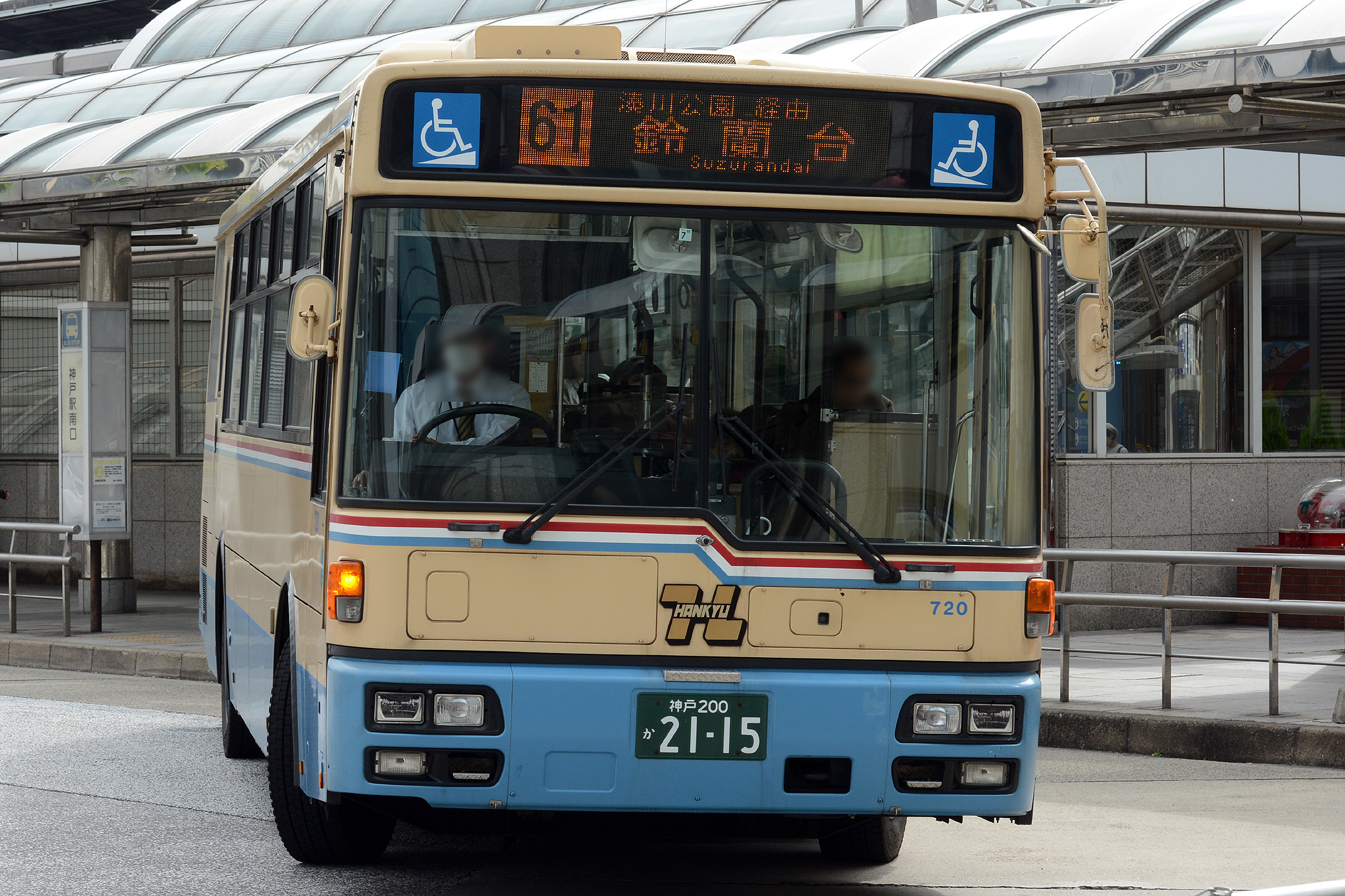
2018年2月ごろから湊川公園経由の61系統は系統数字が反転表示となった。
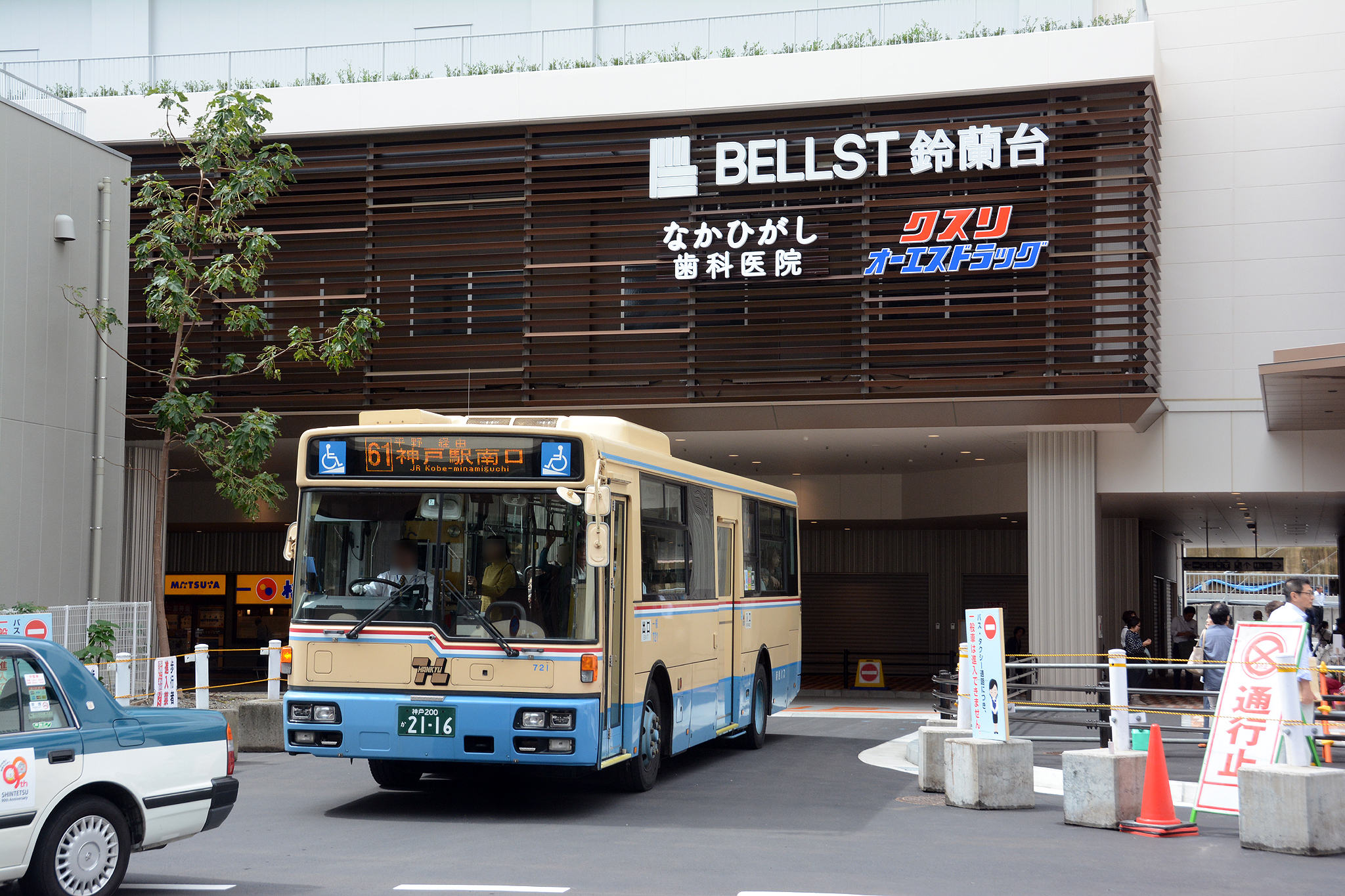
2018年9月25日よりベルスト鈴蘭台の1階のバス乗り場から発車するようになった。